# New Breed
New Breed è il primo album studio del cantante sudcoreano Jay Park. L'album è diviso in due parti, La prima parte è stata pubblicata EP digitale il 28 dicembre 2011 Mentre l'album completo è stato pubblicato digitalmente il 7 febbraio 2012. L'album è pubblicato in versione fisica il 9 febbraio 2012.

## Tracce
Parte 1
1. 별 (Star) - 3:13
2. Enjoy The Show (feat. Dok2 & The Quiett) - 3:47
3. Up And Down (feat. Dok2) - 3:34
4. I Got Your Back - 3:35
5. 너 없이 안돼 (I Can't Be Without You) - 3:25

Durata totale: 17:34
Album intero
1. New Breed (Intro) - 2:31
2. Know Your Name (feat. Dok2) - 4:02
3. Girlfriend - 3:16
4. Up And Down (feat. Dok2) - 3:36
5. I Love You (feat. Dynamic Duo) - 4:29
6. Go - 4:07
7. I Got Your Back - 3:36
8. 별 (Star) - 3:14
9. 놀러와 (Come On Over) - 4:04
10. 전화기를 꺼놔 - 3:49
11. 너 없이 안돼 (Acoustic Version) (I Can't Be Without You) - 3:27
12. AOM & 1llionaire (feat. The Quiett & Dok2) - 3:56
13. Enjoy The Show (feat. The Quiett & Dok2) - 3:48
14. 훅 갔어 (Wasted)(feat. Bizzy) - 3:02
15. Clap (feat. Tiger JK & Tasha) - 4:13

Durata totale: 55:10
iTunes Edizione Deluxe
1. Know Your Name (Acoustic Version) - 3:45
2. Know Your Name (feat. Dok2)(Electronic Version) - 2:52
3. "Know Your Name (R&B Version) - 2:53